# 片桐貞芳
片桐 貞芳（かたぎり さだよし）は、大和国小泉藩の第6代藩主。官位は従五位下、石見守。

## 経歴
幼名は孫之丞。初名は貞陳。寛延3年（1750年）5月29日、父の死去により跡を継ぐ。宝暦6年（1756年）10月1日、将軍徳川家重に御目見する。同年12月18日、従五位下・石見守に叙任する。明和6年（1769年）2月、摂津国菟原郡内などの領地を和泉国泉郡内に移される。天明7年12月8日（1788年）、家督を長男の貞彰に譲って隠居し、文化2年（1805年）6月18日に66歳で死去した。法号は松寿軒学叔宗習居士。墓所は東京都品川区北品川の東海寺にある。